# Sven Andersson (1907)
Sven Oskar Albin Andersson (Össeby-Garn, 14 februari 1907 – Solna, 30 mei 1981) was een Zweeds voetballer die zijn gehele carrière uitkwam voor AIK Solna. Andersson, bijgenaamd Svenne Vrålis, maakte als verdediger deel uit van het Zweeds voetbalelftal dat deelnam aan het WK voetbal 1934 in Italië. Met zijn club won hij tweemaal de Zweedse landstitel: in 1932 en 1937. Andersson overleed op 74-jarige leeftijd.